# 原恵
原 恵（はら めぐみ、男性、1927年 - 2009年7月19日）は、日本の教育者、アマチュア天文家。

## 略歴
1927年に東京府に生まれる。青山学院大学文学部英文学科卒業後、同大学院修士課程を修了。オハイオ州立大学大学院修士課程を修了、1954年に文学修士、1956年にマスター・オブ・アーツ。専攻は賛美歌学。日本キリスト教協議会勤務ののち、青山学院大学講師、助教授、教授を歴任した他、フェリス女学院大学音楽部講師、東京神学大学講師、日本聖書神学校講師等を務めた。1996年3月に退官後は青山学院大学名誉教授。
1964年から90年にかけて日本基督教団讃美歌委員を務め、その間『讃美歌第二編』の編集委員、『讃美歌21』の編集委員、讃美歌改訂委員として編集に参与。賛美歌関係の論文や翻訳を多数執筆している。2009年7月19日、療養先の施設で死去。

## 天文家として
少年時代から趣味として天文に親しみ、変光星を中心に観測していた。1952年以降、天文雑誌『天文と気象』（のちに『月刊天文』と改称後、2006年12月に休刊）や『天文ガイド』、科学雑誌『Newton』に星座の神話や星の名前についての連載を持っていた。主著の『星座の神話: 星座史と星名の意味』は1975年1月の初版発行から40年以上にわたって改訂されながら版を重ねている。
1957年4月に東京・渋谷に天文博物館五島プラネタリウムが開館すると学芸委員となり、以来2001年3月の閉館まで理事や運営委員を歴任するなど、長く天文学の普及に努めている。

## 栄誉
1989年4月1日に串田嘉男と村松修が八ヶ岳南麓天文台で発見した小惑星4640には、原の長年に亘る変光星観測と天文学の普及への長く熱心な貢献を記念して原 (Hara) という名前が付けられた。

## 著書

### 単著
- 『星座の神話: 星座史と星名の意味』（恒星社厚生閣、1975年1月）[3]
- 『花とギリシア神話: 花にまつわる哀しい恋とロマンの物語』（エール出版社、1977年11月）
- 『賛美歌: その歴史と背景』（日本キリスト教団出版局、1980年3月）[6]
- 『星座の文化史』（玉川大学出版部、1982年7月）[7]

### 共著
- 『星座: 全天88星座、図版300点が誘う星空のロマン』（林完次との共著、小学館、1981年9月）
- 『銀河宇宙のふしぎ: こんなことが知りたかった』（渡部潤一との共著、ニュートンプレス、2004年9月）